# Teísmo

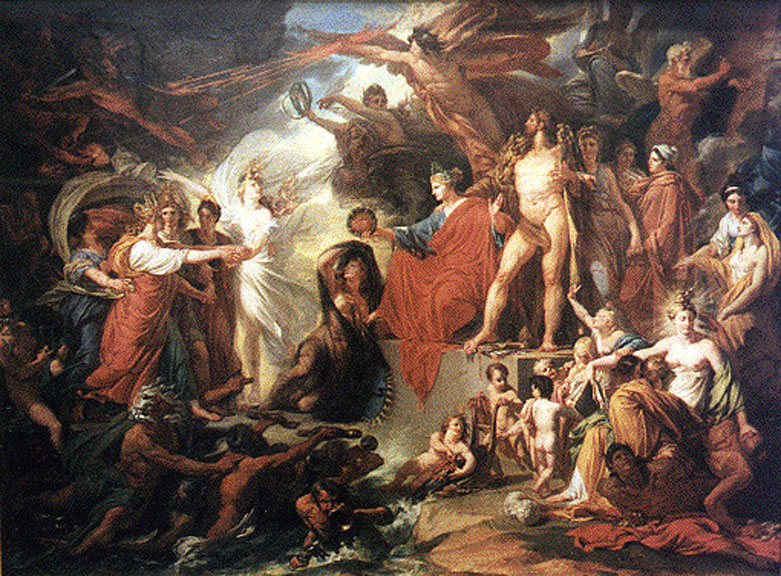
Deuses em "O Triunfo da Civilização" (1793) de Jacques Réattu

Teísmo (do grego θεóς [theós], "Deus") é a crença na existência de um deus ou deuses - sendo que, no caso de haver mais de um, poderá existir um deus supremo. O teísmo não é religião. Não se trata de um sistema de costumes, rituais; não tem sacerdotes ou uma instituição. Teísmo é apenas o nome para designar a opinião segundo a qual há um deus - ou vários deuses. 

## Definições
Pode-se dividir o teísmo em:
- Monoteísmo: crença em um só Deus;
- Politeísmo: crença em vários deuses;
- Henoteísmo: crença em um Deus com diversas manifestações independentes;
- Monismo: crença em vários deuses, com um deus supremo;
- Deísmo: crença em um só Deus mas sem aparatos sobrenaturais ou metafísicos;
- Panteísmo: crença em um só Deus imanente que se manifesta pela natureza e pelo universo em si;
- Panenteísmo: crença em um só Deus imanente e transcendente ao mesmo tempo, onde o universo é uma manifestação de Deus mas não é Ele em si.
- Polideísmo: crença em vários deuses mas que estes não interferem na vida humana ou na natureza.
- Maniqueísmo: crença em dois deuses que estão separados em espectros morais antagônicos.

Das definições precitadas, o islã, a fé bahá'í, a religião de Aquenáton e do povo cherokee são monoteístas. As diversas formas de paganismo e o hinduísmo são politeístas. O neoplatonismo e a religião cigana são henoteístas. O mormonismo, a religião popular chinesa e as religiões de matriz africana são monistas. A filosofia aristotélica é deísta. O rastafarianismo é panteísta. O confucionismo, o taoismo, o judaísmo, o druzismo, o tengriismo, as religiões nativas norte-americanas e o siquismo são panenteístas. O epicurismo era polideísta. O zoroastrismo é maniqueísta. 

Existem discussões dentro e fora da cristandade sobre a posição cristã nesse tema, embora a autodefinição cristã no geral seja monoteísta, é bem comum outras fés e pensadores dissidentes classificarem o cristianismo como henoteísta ou monista, além de alguns filósofos e teólogos ligados ao cristianismo ortodoxo oriental imaginarem o cristianismo, pelo menos em sua vertente russa, como uma religião panenteísta. O budismo se apresenta comumente como uma religião apateísta e até mesmo ateísta, mas não é tão incomum opiniões vindas do budismo zen, do budismo Terra Pura e do budismo tibetano falarem sobre um tipo de panteísmo ou panenteísmo, frisando que tanto os budistas não teístas como os teístas não se incomodam com a existência dos "deuses" do budismo, sabendo que eles não são deuses propriamente ditos. Paralelamente, o hinduísmo também passa por reinterpretações, sendo esta uma religião oficialmente politeísta mas com seitas e variações panenteístas, henoteístas e até monoteístas. O xintoísmo, sendo uma religião com varias origens e que passou por algumas reformas, vai naturalmente gerar conceitos diferentes de Deus ou deuses, também podendo se manifestar como panenteísta, henoteísta, politeísta ou monoteísta, dependendo muito da tradição e do ecumenismo seguidos—não confundindo o xintoísmo com a religião tradicional japonesa que é politeísta e a religião tenrikyo que é monoteísta. Embora ligadas entre si, não são a mesma fé.